# 齿呆蓟马
齿呆蓟马（学名：Anaphothrips dentatus），一种于中国黑龙江省三江平原发现的昆虫，隶属于缨翅目呆蓟马属。

## 鉴别特征
两性均为无翅型。身体呈棕色，但头部和胸部色淡，腿黄色，触角节Ⅰ、节Ⅲ－Ⅳ为黄色，节Ⅱ、节Ⅳ－Ⅸ为棕色。头宽略大于头长，在眼前凸出；单眼缩小；触角9节，节Ⅲ－Ⅳ感觉锥叉状。前胸背板几乎光滑；后胸背板中对鬃远离并出现在盾片的后三分之一处；第Ⅷ腹节背板后缘具一排小齿组成的齿列。雄性腹节Ⅸ背板后缘附近具有两对粗壮的中间刺状的后缘鬃；腹节Ⅲ－Ⅶ腹板具有C形气孔，略宽于后缘鬃（S1）的间距。